# Somogyi Botond
Somogyi Botond (Kolozsvár, 1973. március 28. –) erdélyi magyar református egyházi író, szerkesztő.

## Életútja, munkássága
Kolozsváron érettségizett a Báthori István Líceumban (1991); lelkészi diplomát a Protestáns Teológián (1996), újságírói szakdiplomát a BBTE újságíró szakán szerzett (2002). Dolgozatának témája: Szabó Dezső egyház- és nemzetlátásának hatása az Erdélyi Fiatalokra. 1996-tól az Erdélyi Református Egyházkerület püspöki titkára, 1999 óta egyházkerületi sajtótitkár, 2000 júliusától az Üzenet c. lap főszerkesztője.
Első írásai a kolozsvári Igazságban jelentek meg 1982-ben. A Szabadságban, illetve a budapesti Reformátusok Lapjában is közölt írásokat. A felekezeti média sajátosságai c. tanulmánya a Református Szemlében (2004/1) jelent meg, ahol több tanulmányban foglalkozott Szabó Dezső és a református egyház viszonyának egyes vonatkozásaival.
1999-től 2001-ig és 2003-ban ő szerkesztette az Erdélyi Református Egyházkerület által kiadott Útjelző című, évente megjelentett kiadványt, amely az egyház életét bemutató valamint név-és címtárat tartalmazó könyv. Szerkesztésében jelent meg az erdélyi templomokat bemutató Építő egyház (Kolozsvár, 2000), valamint a Csiha Kálmán püspök tiszteletére kiadott Élő egyház című kötet (Kolozsvár, 2000).
2010-től a Magyar Református Egyház által kiadott Kálvincsillag című kiadvány egyik társszerkesztője.
2012-től az Erdélyi Református Egyházkerület könyvnaptárának, az Erdélyi Református Kalendáriumnak a felelős szerkesztője, valamint a református egyház Misztótfalusi Kis Miklós Sajtóközpontjának gondozásában megjelent több kötet szerkesztője. 
Az Erdélyi Napló szerkesztőségének 2004-ben Kolozsvárra történő költözésétől kezdve a kiadvány egyik szerkesztője. A hetilapban jegyzeteket, interjúkat, riportokat közölt, valamint éveken át szerkesztette a hetilap sportrovatát is. Az Erdélyi Naplón kívül sport témában közölt cikkeket, elemzéseket az Erdélyi Sport című kiadványban és a szekelysport.ro portálon is. Szakmai munkásságának elismeréseképpen 2022 decemberében felvételt nyert a Magyar Sportújságírók Szövetségébe (MSÚSZ).